# Penamacor (freguesia)
Penamacor is een plaats (freguesia) in de Portugese gemeente Penamacor en telt 1735 inwoners (2001).